# Charles Béreaux
Charles Béreaux, né à Bauvin dans le Nord le 8 octobre 1907 et mort à Nice le 23 décembre 1978, était un syndicaliste français des PTT. Militant d'extrême-gauche, membre du Parti communiste internationaliste - Il donna asile en 1938 à Georg Scheuer responsable du groupe des Révolutionnaires communistes d'Autriche - de Raymond Molinier, puis du PSOP de Marceau Pivert, puis à la SFIO, il fut au début des années 1960, élu municipal de Lille, dont le maire était Augustin Laurent.

## Le syndicaliste des PTT
Commis, puis inspecteur des PTT, Charles Béreaux est à partir de 1936, un des secrétaires de l'Union départementale du Nord de la CGT. Militant "inter-professionnel", il le reste après la seconde guerre mondiale. Il est secrétaire de l'UD du Nord Force ouvrière entre 1948 et 1952.
Dans le syndicalisme des PTT, il est secrétaire du syndicat des agents-CGT de la région de Lille. Appartenant à la tendance, très minoritaire, syndicale révolutionnaire, il est en 1938 secrétaire régional de la Fédération postale de la CGT. Resté à cette responsabilité après 1945, il est en juillet-août 1946, un des initiateurs de la grève des postiers, qui déstabilise la Fédération CGT. Cofondateur du « Comité national de grève », il est de ceux qui créent la Fédération syndicaliste des travailleurs des PTT-Force ouvrière, dont il est secrétaire en 1947. Béreaux, plusieurs fois nommé par les intervenants, intervient lui-même à la conférence nationale Force ouvrière, tenue salle Lancry à Paris, les 8-9 novembre 1947.
Il termine sa carrière professionnelle comme directeur départemental adjoint des PTT.

## Sources
- Notice « Charles Béreaux », Dictionnaire biographique, mouvement ouvrier, mouvement social.
- Alain Bergounioux : Force ouvrière, éditions du Seuil, Paris, 1975.
- UD FO de Seine-Saint-Denis (direction Denis Lefebvre), 19 décembre 1947 : Force ouvrière, « synthèse », Bruno Leprince éditeur, 1997  (ISBN 2-909634-20-5)